# Palatul San Giacomo din Napoli

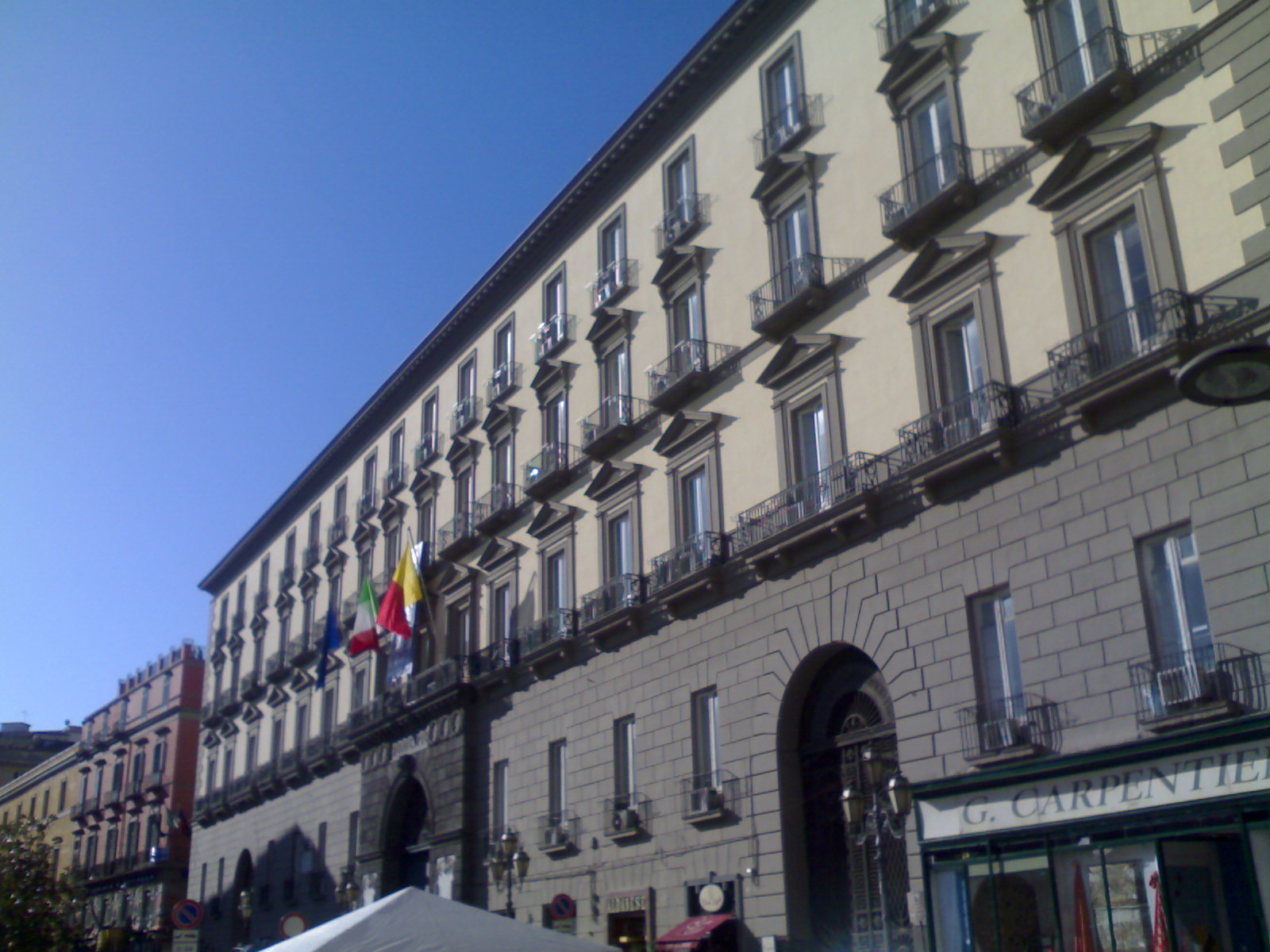
Palatul San Giacomo din Napoli, actualmente sediul Primăriei

Palatul San Giacomo (în italiană Palazzo San Giacomo), cunoscut și sub numele de Municipio (Primăria), este un palat în stil neoclasic din centrul orașului Napoli (Italia). El se află în fața fortăreței Maschio Angioino, unind zonele Porto și San Ferdinando. Palatul adăpostește birourile primăriei și ale comunei Napoli. Întregul complex de birouri se întinde din dreptul castelului până în Via Toledo, de-a lungul Viei di San Giacomo.
În 1816 regele Ferdinand I al celor Două Sicilii a dispus construirea unei clădiri centrale pentru a adăposti mai multe ministere ale guvernului. Odată aleasă zona în care urma să fie construit palatul, clădirile care se aflau acolo au fost demolate sau încorporate în noua construcție, inclusiv mănăstirea și biserica Concezione (cunoscută mai demult sub numele de Santa Maria Fior delle Vergini), Spitalul San Giacomo, precum și birourile Băncii San Giacomo. Biserica San Giacomo degli Spagnoli a fost încorporată în palat.
Lucrările de construcție au fost finalizate abia în 1825. Arhitecți au fost Vincenzo Buonocore, Antonio De Simone și Stefano Gasse. În atrium se află două statui ale regilor Roger Normandul și Frederic de Suabia. Statuile regilor Bourboni, Ferdinand I și Francisc I, care se aflau odinioară în două nișe, au fost înlocuite cu figuri alegorice. Culoarul de la intrare are, de asemenea, un cap dintr-un bust care era atribuit reprezentantului mitic al Neapolelui, sirena Parthenope.